# Jacques François Griscelli
Jacques François Griscelli (1811 - 1905 ?) ou baron de Rimini est un agent secret d'origine corse, auteur de Mémoires sur le Second Empire et l'Europe de son temps.

## Une vie mouvementée
Né à  Vezzani en Corse le 15 février 1811 Jacques François Griscelli est d'abord berger. Il est alors surnommé Muntone qui signifie en corse bélier c'est-à-dire prompt à se battre. Il se marie jeune mais s'engage dans l'armée. Là il apprend le français et à lire et à écrire. Il devient un duelliste réputé, tue un homme et passe pour être un spadassin à gages. Il finit par lasser son colonel et quittant l'armée il devient gérant fictif d'un journal le Courrier des imprimeurs mais doit se réfugier en Corse.
D'après lui il est alors condamné pour bigamie, mais une autre source parle de vol et d'escroquerie. À sa sortie de prison il est recruté comme agent bonapartiste et est membre de la Société du Dix-Décembre. Le préfet de police Pierre Marie Pietri le recrute et lui confie des missions délicates comme étouffer des scandales de mœurs ou politiques. Griscelli est un homme de l'ombre qui n'hésite pas à employer des moyens criminels pour obéir à ses maitres. Il indique ainsi avoir tué le lieutenant Kelch. En fait cet opposant républicain semble avoir été simplement blessé et déporté à Cayenne.
En 1858 l'Attentat d'Orsini entraine la disgrace de Pietri et la sienne. Griscelli est ensuite en Italie et déclare avoir été employé successivement ou simultanément par Cavour, le cardinal Antonelli et le roi François II des Deux-Siciles etc. Il prend alors le nom d'Arthur baron de Rimini et peut-être celui de Filippo Curletti. Son expulsion de Sicile sur ordre de Giuseppe Garibaldi est commentée par la presse internationale dont Karl Marx. Durant cette période il affirme avoir rempli des missions à Madrid, Londres, Varsovie.
Assigné à résidence à Orléans il s'enfuit en 1867 à Bruxelles. En 1869 lors du scandale des tabacs à Florence, il parait jouer un rôle d'agent provocateur. En 1871 venant de Genève il réapparait en France où il contribue à faire tomber la Commune de Lyon. Il disparait en 1872 jusqu'en 1885 où il est condamné à Bruxelles pour escroquerie. Il serait mort très pauvre à Marseille en 1905.

## Un mémorialiste controversé
Griscelli avait atteint la notoriété grâce à Victor Hugo qui le mentionne dans Histoire d'un crime. Pour certains l'homme était une mystification et l'existence réelle de Griscelli a été niée par Alain Decaux mais la naissance à Vezzani est attestée ainsi que le nom de ses parents. Sa carrière militaire est connue par le matricule du 60e régiment de ligne.
Il est l'auteur déclaré des "Mémoires de Griscelli de Vezzani, Baron de Rimini" où ses souvenirs ont été à l'évidence "gonflés" par un opposant à l'Empire exilé en Belgique. Le livre a paru à Bruxelles en 1867 et en 1870 en édition augmentée. Beaucoup des faits retentissants qui y sont retracés doivent être considérés comme imaginaires ou très romancés. Griscelli agent double ou triple, maitre chanteur et escroc s'est prêté aux fantaisies littéraires d'un rédacteur peu scrupuleux. Mais le livre eut un succès de scandale et fut traduit en anglais et en allemand.
Néanmoins l'épisode lyonnais est rapporté par un témoin direct digne de foi, Paul Boegner chef de cabinet du préfet et père du futur pasteur Boegner. Par ailleurs une source familiale confirme son existence et indique qu'il serait mort pauvre à Marseille en 1905 soit à 94 ans mais l'âge et les prénoms ne correspondent pas. Le personnage a été étudié par un érudit italien avant 1914.
Les chercheurs italiens actuels s'interrogent sur la personnalité de Filippo Curletti, s'affirmant ancien agent secret de Cavour en Romagne et qui pourrait bien être Griscelli.
Enfin il est l'auteur déclaré d'une lettre à Napoléon III relative au pastoralisme en Corse et hostile aux grands propriétaires d'un style qui parait bien littéraire pour lui être attribué.